# Stade Ferruccio Corradino Squarcia
Le Stade Ferruccio Corradino Squarcia (en italien : Stadio Ferruccio Corradino Squarcia), également connu sous le nom de Campo dei Giochi, est un stade omnisports italien (servant principalement pour l'équitation) situé dans la ville d'Ascoli Piceno, dans les Marches.
Le stade, doté de 5 000 places et inauguré en 1925, servait d'enceinte à domicile à l'équipe de football d'Ascoli Calcio 1898 FC.
Il accueille chaque année entre juillet et août (depuis 1955) la reconstitution historique d'origine médiévale avec une joute équestre de la Quintana d'Ascoli Piceno.
Il porte le nom de Ferruccio Corradino Squarcia, footballeur, journaliste et soldat originaire de la ville, distingué pour son héroïsme pendant la guerre civile espagnole et décoré de la médaille d'or de la valeur militaire.

## Histoire
Située à l'extrémité est du centre historique de la ville, entre le fort Malatesta et l'église de San Vittore, le stade (conçu par les ingénieurs Arturo Paoletti et Giuseppe Viccei) ouvre ses portes en 1925 sous le nom de Stadio Comunale dei Giardini (en français : Stade communal dei Giardini), car situé à proximité des jardins publics. Il est alors le tout premier stade sportif de la ville.
Il est inauguré un an plus tard en 1926 lors d'une rencontre entre les locaux de l'Ascoli Calcio et la Lazio.
En 1962, l'Ascoli Calcio quitte le stade pour s'installer au Stade Cino-et-Lillo-Del-Duca, plus au nord de la ville.
En 2009, il est presque entièrement rénové. Des clubs de football locaux amateurs évoluent ensuite au stade pour leurs matchs à domicile jusqu'aux environs de 2010.

## Événements
- juillet-août : Quintana d'Ascoli Piceno
- été 2012 & été 2013 : Exhibition de freestyle motocross[3]
- 27-28 avril 2013 : Compétitions nationales de tir à l'arc par équipes